# Ваю
Ваю́ (санскр. वायु) — «вітер», «повітря» — бог вітру в індуїзмі. Страж північно-західної сторони світу.

## Родинні зв'язки
У ранніх джерелах Індра виступає як батько Марутів, божеств вітру. У ведичному пантеоні Ваю не грає важливої ролі, у гімнах його звичайно називають «доброзичливцем вод».
В епосі «Махабхарата» герой Бхімасена був зачатим від Ваю. В свою чергу, "Рамаяна" згадує про нього як про батька Ханумана, бога мавп. 

## Іконографія
Вахана — сидить на левиному п'єдесталі або на більш розповсюдженому в скульптурних представленнях олені (лані).
Руки — Дві або чотири .
Об'єкти в руках — у правій руці його неодмінний атрибут — прапор (білий ), у лівій — жезл. Чотирирукий — праві руки в патака-хаста. Може також нести чакру.
Зображається юним та могутнім, приємної зовнішності. У багатих одіяннях. Ліворуч нього сидіть його дружина.
Ваю звичайно із шумом їздить небом на сяючій колісниці, запряженій парою червоних або багряних коней. Іноді число коней Ваю може дорівнювати 45 або навіть досягати тисячі під час циклонів.